# Ollendorf
Ollendorf är en kommun i Landkreis Sömmerda i det tyska förbundslandet Thüringen. Ollendorf nämns för första gången i ett dokument från 800-talet.
Kommunen ingår i förvaltningsgemenskapen Gramme-Vippach tillsammans med kommunerna Alperstedt, Eckstedt, Großmölsen, Großrudestedt, Kleinmölsen, Markvippach, Nöda, Schloßvippach, Sprötau, Udestedt och Vogelsberg.

## Byggnadsverk
- Församlingskyrkan St. Philippus und St. Jakobus
- Wasserburg Ollendorf